# 크리톤

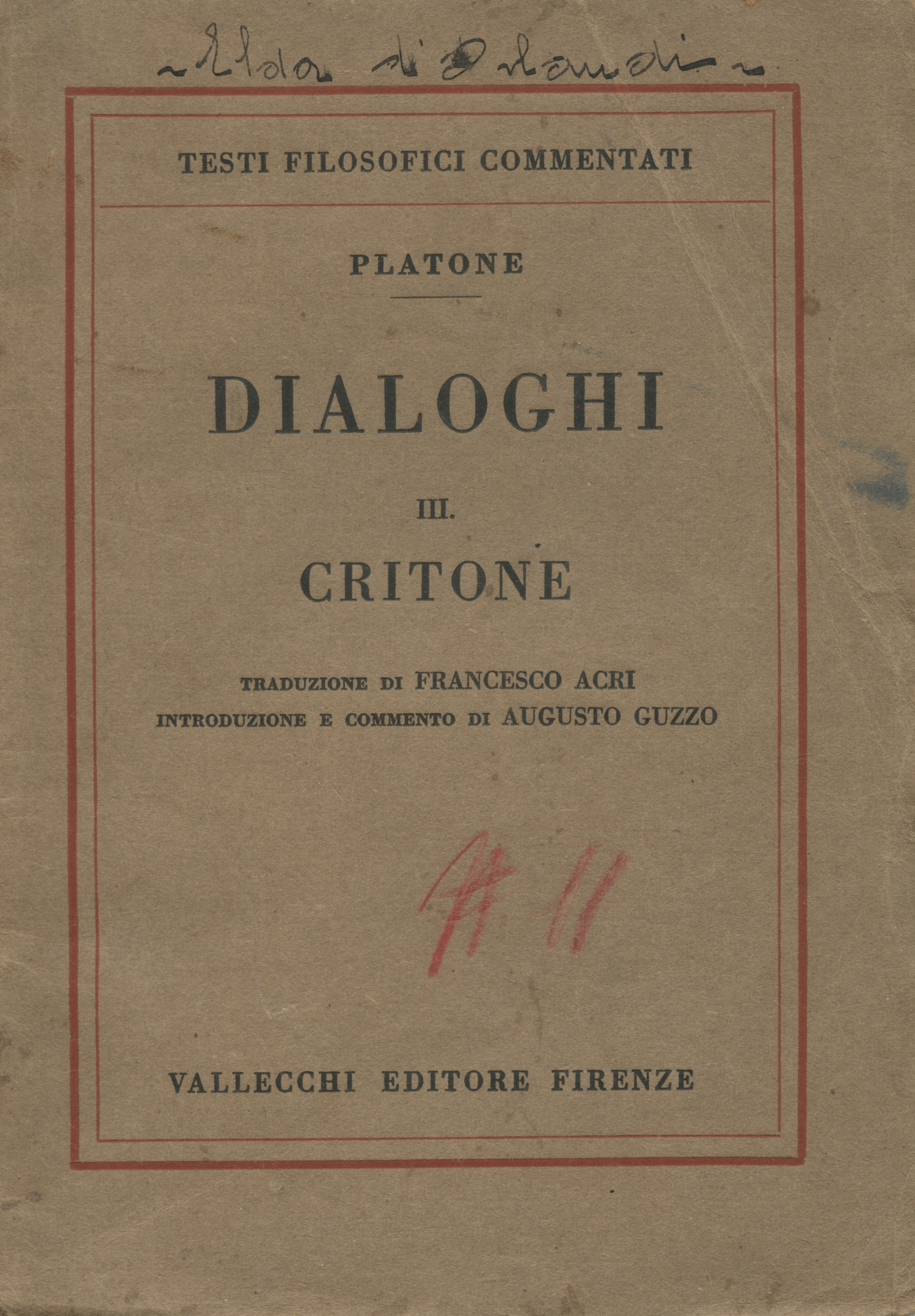

《크리톤》(고대 그리스어: Κρίτων, Kriton)은 고대 그리스의 철학자 플라톤이 쓴 짧지만 중요한 대화편이다. 이 책에서 소크라테스의 부유한 친구인 크리톤은 소크라테스에게 탈옥을 권유하고 소크라테스는 그러한 권유를 정의와 법의 관점에서 반박논변을 펼친다. 이 책에서는 정의(正義)의 논의, 법의 지위와 사회계약의 초기 논의 등이 나오며, 이러한 것들은 이후 일반철학 이외에도 정치철학이나 법철학에도 큰 영향을 미친다.

## 개요
이 작품은 플라톤의 대화편 중 초기 작품에 해당한다. 이 작품은 소크라테스와 그의 친구인 크리톤이 소크라테스가 갇혀 있는 감옥에서 나누는 대화를 담고 있다. 크리톤은 소크라테스에게 만반의 준비가 되어 있으니 탈옥할 것을 권유한다. 여기서 크리톤은 소크라테스에게 '친구로서의 도리'라는 이유를 들어 강력히 탈옥을 권유한다. 그러나 소크라테스는 이러한 탈옥 근거에 대해 소크라테스가 갖고 있는 원칙을 제시하며, 정의와 법률의 관점에서 반박한다.
소크라테스는 크리톤의 탈옥 권유를 기각하는 과정에서 국가와 법의 명령에 무조건 복종해야 한다는 견해를 피력한다. 그러나 이 작품에서 묘사되는 상황이 초래되기 전의 상황을 그린 《변론》에서의 소크라테스는 악법은 단호히 지키지 않아도 된다고 주장했다. 이 두 작품에서 보여주는 소크라테스의 모순적 측면은 오늘날까지도 철학계에서 주된 문제로 논의되고 있다. 이러한 소크라테스의 모순적 측면은 법에 대한 태도 뿐만 아니라 시민불복종의 측면에서도 같은 방식으로 보여주었다.
이 작품에서 소크라테스는 직접적으로 “악법도 법이다.”라는 주장을 한 적이 없으나, 논리적으로 볼 때 이와 같은 주장이라고 여겨질만한 의견을 펼친 것은 명백한 사실이다. 그러나 소크라테스는 자신의 원칙에 따라 그러한 '결론을 도출한 것'일뿐 처음부터 그러한 사고를 갖고 있었던 것은 아니다. 또한 이후 이어지는 크리톤과의 대화에서 그릇된 의견(doxa)에 의해 탄생되었다고 의심되는 법에 관해서는 꾸준히 그것이 정의에 순행하는가를 논의해보아야 한다고 주장한다. 이러한 점에서 소크라테스는 정해진 법에 대해서는 따라야 한다고 주장하면서도, 그것이 올바른가에 대해서도 끊임없이 따져야 한다는 과제를 남겨놓는다. 이 작품에서 소크라테스가 제시하는 논의들은 일반 철학 분야 이외에도 정치철학과 법철학 분야에 많은 영향을 끼치며, 오늘날까지도 중요한 논변으로 여겨지고 있다.

## 등장인물
- 소크라테스 : 기원전 469년 ~ 399년의 인물. 그는 현재 사형 판결을 받고 감옥에 갇혀 사형을 기다리고 있는 실정이다. 소크라테스는 사형 판결을 받은 법정에서는 불의에 정면으로 항거[3]하는 모습을 보였으나, 이 작품에서는 그와는 반대로 법률과 공공권력에 전적으로 복종하는 모습을 보여준다. 이 작품에서 소크라테스는 새로운 정의관을 제시하는 데 그것은, 기존의 가치관을 기본으로 갖고 있지만 어떤 사태에 대해 충분히 고려한 후 가장 정의로운 것으로 여겨지는 것을 선택하는 것이다. 이는 소크라테스가 이전의 원칙만을 고수하려는 사람이 아니라, 이전의 것보다 최선의 원칙이 등장하면 그것을 취할 줄 아는 합리적인 인간임으로 나타내는 것이다.

- 크리톤 : 소크라테스와 아테네의 알로페케(Alēpēkē)라는 같은 구(demos)의 시민이고, 소크라테스와 동갑이며, 소크라테스와 절친한 사이[4]이다. 크리톤은 소크라테스와는 달리 매우 부유했던 것으로 보인다. 그는 법정에서 소크라테스의 사형 대신 보석금을 내겠다고 자처하기도 하였으며, 사형이 확정된 이후 간수에게 호의를 보여[5] 소크라테스가 감옥에서 불편하지 않게 하였다. 또한, 소크라테스의 탈옥을 준비하면서 그에 소요되는 제반 비용 등을 기꺼이 지출하였다.

## 줄거리

### 도입부(43a-44b[6])
기원전 399년 어두운 새벽녘 크리톤이 자신의 절친인 소크라테스가 사형판결을 받은 후 갇혀 있는 감옥에 찾아온다. 이 때 소크라테스는 사형일이 다가옴에도 불구하고 달게 잠을 자고 있는데, 크리톤은 이 바보의 모습을 보고 소크라테스는 진정 행복한 사람일 것이라고 생각한다. 이 날 특별히 이른 시간에 크리톤이 소크라테스를 찾아온 이유는 ‘델로스로 떠났던 배’가 곧 도착할 예정으로 있었기 때문이다. 크리톤은 소크라테스에게 닥친 상황을 설명하고 강력하게 탈옥을 권유하기 시작한다.

### 크리톤의 탈옥 권유(44b-46a)
크리톤은 소크라테스에게 여러 이유를 들어 탈옥을 권유한다.
아래는 크리톤이 소크라테스에게 제시한 탈옥의 이유들이다. 이후에 크리톤과 소크라테스는 여기서 제시된 이유들에 대해 대화를 나눈다.
1. 자네가 죽는다면 나는 결코 다시는 찾을 수 없을 그런 친구를 잃게 될 것이다.
2. 많은 사람은 내가 돈을 쓰는 것을 꺼려 자네를 구하지 못했다고 여길 것이다. 곧 자신이 친구보다 돈을 더 중시한다는 평판을 받을 것이다. 이러한 평판보다 더 부끄러운 것은 없다.
3. 친구들이 입게 될지도 모를 재산상의 피해에 대해서는 염려할 것이 없다.
4. 자네가 법정에서 한 말, 즉 자네가 추방되면 어떻게 지낼지 알 수 없다고 한 말에 구애받을 것도 없다. 자네가 도착하는 여러 곳에서 사람들이 자네를 반길 것이다.
5. 탈옥을 거부하는 것은 자신의 아들들을 버리는 것인데, 자식들을 낳지 말거나, 아니면 그들을 양육하고 교육시키며 그들과 함께 끝까지 고난을 견뎌 내야 한다.
6. 나로서는 자네와 관련된 모든 일이 우리 쪽이 용기가 없어서 벌어진 것이라고 사람들이 생각하지나 않을까 해서 부끄러워하고 있다.

### 크리톤의 권유에 대한 소크라테스의 응답(46b-49e)

#### 소크라테스의 원칙(46b-46c)
앞에서 크리톤이 탈옥을 강력하게 권유하자 소크라테스는 탈옥을 해야할지 말아야 할지를 고찰하자고 제안한 후, 다음과 같이 말한다.
| “ | 나는 이제 처음이 아니라 언제나, 추론해 보고서 나에게 가장 좋은 것으로 보이는 원칙 이외에는 내게 속해 있는 다른 어떤 것에도 따르지 아니하는 사람이기 때문이네. 그러니 나에게 이런 운명이 닥쳤다고 해서 내가 이전에 말한 원칙들을 지금 내던져 버릴 수는 없네. 그것들은 내게 이전과 거의 같아 보이며, 나는 바로 그 동일한 원칙들을 이전처럼 우선시하고 존중하네. 만일 지금 우리가 이것들보다 더 좋은 것을 제시할 수 있다면, 나는 자네에게 동의하지 않으리라는 걸 잘 알아두어야 하네. 다수의 힘이, 마치 어린아이를 다루듯 우리를 지금보다 더 많은 도깨비들로, 즉 투옥과 사형과 재산몰수로 겁을 줄지라도 동의하지 않을 것이네. | ” |

소크라테스는 위와 같은 말을 통해 이성적인 분별을 통해 매사를 처리하고, 기존의 것을 포함하여 여러 원칙 중에 가장 좋은 것으로 보이는 원칙에서 한 치의 벗어남이 없는 삶을 살고자 함을 역설했다. 여기서 소크라테스가 원칙주의자이기는 하지만, 기성의 원칙만을 무조건 고수하려는 것은 아니고, 이전의 원칙보다 더 좋은 것이 제시되면 그것을 취하는 합리적인 면모를 갖고 있음을 엿볼 수 있다. 인용절에서 ‘원칙’의 그리스어 원어는 ‘logos’인데 이는 ‘어떻게 행해야 하는가를 결정할 때 따라야 할 행위의 원칙 또는 원리’이다. logos로서의 원칙은 이후 논의에서 계속하여 등장한다.

#### 다수의 사람과 소크라테스의 원칙(46c-48b)

##### 다수의 판단과 전문가 한 사람의 판단(46c-48a)
소크라테스는 크리톤이 제시한 탈옥에 대한 이유 중 먼저 2번째 것과 7번째 것에 주목한다. 크리톤은 소크라테스가 탈옥을 거부하면, 자신이 친구보다 돈을 더 중시하는 사람으로 인식될 것을 우려한다. 이에 대해 소크라테스는 사람들의 판단과 평판(doxa)에 대해 크리톤과 다음과 같은 원칙들을 세운다.
| “ | - 판단들 가운데 어떤 것에는 주의를 기울이되, 어떤 것에는 그렇게 해서는 안된다. - 사람들의 모든 판단을 존중할 것이 아니라 어떤 것은 그렇게 하되 어떤 것은 그렇게 해선 안되고, 또한 모든 사람의 판단들을 존중할 것이 아니라 어떤 사람의 것은 그렇게 해서는 안된다. | ” |

여기서 소크라테스는 분별있는(phronimos) 자들이 내리는 좋은 판단을 존중해야지 그렇지 않은 사람들이 내리는 좋지 않은 판단은 존중할 필요가 없다고 말한다. 그는 이러한 것을 어떤 사람이 신체 단련을 하는 것에 비유하여 설명한다. 소크라테스는 이와 같은 논의를 바탕으로 크리톤이 우려하는 바를 일축한다.

##### 사는 것과 훌륭하게 사는 것(48a-48b)
소크라테스는 위와 같은 검토를 마친 후에 다수의 사람이 자신을 사형에 처할 수 있게 할 수도 있음을 자인하고 이에 대해 논의한다.
소크라테스는 다수의 사람이 ‘가장 큰 해’를 줄 수 있다고 보는데, 그렇다 해도 앞에서 논의한 ‘다수의 판단’에 대한 원칙은 바꿀 이유가 없다고 본다. 그러면서 ‘사는 것’이 아니라 ‘훌륭하게 사는 것’을 가장 중시해야 한다는 원칙을 추가한다. 그러니까 소크라테스의 입장은 다수의 사람에 의해 죽게 되더라도 훌륭하게 사는 쪽을 택해야 한다는 것이다. 그러면서 소크라테스는 ‘훌륭하게 사는 것’, ‘아름답게 사는 것’, ‘정의롭게 사는 것’은 서로 동일하다는 원칙을 이끌어 낸다. 크리톤은 할 수 없이 이러한 원칙들에 동의하게 된다.

#### 문제의 새로운 정립과 정의의 원칙들(48b-49e)

##### 탈옥은 정의로운 것인가?(48b-48d)
소크라테스는 앞에서 고찰한 3가지 원칙들을 바탕으로 탈옥의 문제를 새롭게 보고자 한다.
앞에서 고찰한 3가지 원칙들에 의하면, 다수의 판단은 고려할 요소가 못되며, 훌륭하게 사는 것ㆍ아름답게 사는 것ㆍ정의롭게 사는 것을 무엇보다 중시해야한다. 따라서 인간이 어떠한 행위를 할 때 고려해야 할 것은 좋은 것인가 아닌가, 아름다운 것인가 아닌가, 정의로운 것인가 아닌가 하는 것이다. 이러한 밑바탕적 논의를 토대로 검토해야 할 문제는
| “ | 아테네인들이 나를 석방해 주지도 않았는데 내가 여기서 나가려 시도하는 것은 정의로운 것인가? 정의롭지 못한 것인가? | ” |

하는 것이 된다. 이 문제는 원칙들에 대한 논의 전개에 앞서 제기 되었던 문제인 ‘탈옥을 실행해야 하는가? 말아야 하는가?’하는 문제를 더 명확하고 새롭게 정의한 것이다.

##### 정의의 원칙들(48d-49e)
소크라테스는 탈옥의 시도가 정의로운 것인지를 고찰하기 위한 출발점을 확립하고자 한다. 출발점이란 논증의 전제 혹은 근거와 같은 것인데, 원칙들이 그 출발점 역할을 한다. 이 원칙들을 놓고 소크라테스와 크리톤은 대화를 주고받는데, 크리톤은 전통적인 정의관을 갖고 있었던 것으로 여겨진다. 이에 대해 소크라테스는 ‘정의롭지 못한 것을 하는 것이 결코 좋은 것도 아름다운 것도 못 되며, 그러한 행동을 하는 사람에게 모든 경우에 나쁘고 부끄러운 것’이라는 데 크리톤의 동의를 얻어, 다섯가지의 원칙을 세운다. 그 원칙들은 아래와 같다.
| “ | - 정의롭지 못한 짓을 해서는 안 된다(49b). - 그러니 정의롭지 못한 짓을 당하더라도 다수의 사람이 생각하듯이 보복으로 정의롭지 못한 짓을 해서는 안 된다. 정의롭지 못한 짓은 결코 해서는 아니 되기 때문이다(49b). - 남에게 해를 입해서는 아니 된다(49c). - 해를 입더라도 다수의 사람이 말하듯이 보복으로 해를 입혀서는 아니 된다. 아마도 사람을 해롭게 하는 것은 정의롭지 못한 짓을 하는 것과 전혀 다르지 않기 때문이다(49c). - 누군가가 다른 누군가와 합의한 것들이 정의롭다면, 그는 그것들을 이행해야 한다(49e). | ” |

## 관련 도서
- 《Crito》, Platon, Adam, J. - ed., Cambridge University Press., 1888
- 《Platonis Opera, tomus I》, Duke, E. A., Hicken, W. F., Nicoll, W. S. M., Robinson, D. B., Strachan J. C. G., Clarendon Press., 1995
- 《소크라테스의 변명, 크리톤》, 플라톤 저, 조우현 역, 거암, 1985
- 《소크라테스는 악법도 법이다라고 말하지 않았다.》, 권창은ㆍ강정인, 고려대학교 출판부, 2005
- 《소크라테스는 ‘악법도 법이다’라고 말하지 않았다. 그럼 누가?》, 김주일, 프로네시스, 2006.
- 《에우티프론, 소크라테스의 변론, 크리톤, 파이돈 - 플라톤의 네 대화편》, 박종현(옮김), 서광사, 2003.
- 《크리톤 - 원제 Kriton 정암학당 플라톤 전집 9》, 이기백(옮김), 이제이북스, 2014.
- 《소크라테스의 변론 / 크리톤 / 파이돈 / 향연 - 원제 Apologia Sokratous, Kriton, Phaidon, Symposion》, 천병희(옮김), 도서출판 숲, 2017.